# Амос (дем Бер)
Вижте пояснителната страница за други значения на Амос.
Амос или Кумщица (на гръцки: Άμμος) е село в Република Гърция, област Централна Македония, дем Бер.

## География
Селото е разположено на 5 километра южно от демовия център Бер (Верия), на 35 m надморска височина, на десния бряг на Бистрица (Алиакмонас) при излизането на реката в Солунското поле.

## История

### В Османската империя
В края на XIX век селото е в Берска каза на Османската империя. Според статистиката на Васил Кънчов („Македония. Етнография и статистика“) в 1900 година в Кумщица (Куму Кьой) живеят 80 гърци християни. По данни на секретаря на Българската екзархия Димитър Мишев („La Macédoine et sa Population Chrétienne“) в 1905 година в Кумщица Кумкьой (Koumchtitza Koum-Keuy) има 80 гърци.
В 1910 година в Амос (Άμμος) има 75 жители патриаршисти.
При преброяването в 1912 година селото е отбелязано с език гръцки и религия християнска.

### В Гърция
През Балканската война в 1912 година в селото влизат гръцки части и след Междусъюзническата в 1913 година Амос остава в Гърция. При преброяването от 1913 година в селото има 59 мъже и 48 жени.
След Първата световна война в 1922 година в селото са заселени гърци бежанци. В 1928 година Амос е смесено местно-бежанско селище с 31 бежански семейства и 118 жители бежанци. В това преброяване селищата са две - Стара Кумщица (Пелеос Амос) с 84 жители и бежанското село Нова Кумщица (Неос Амос) със 101 жители. По-късно отново се води едно село.
| Година    | 1913 | 1920 | 1928 | 1940 | 1951 | 1961 | 1971 | 1981 | 1991 | 2001 | 2011 | 2021 |
| --------- | ---- | ---- | ---- | ---- | ---- | ---- | ---- | ---- | ---- | ---- | ---- | ---- |
| Население | 107  | 70   | 195  | 178  | 139  | 145  | 137  | 134  | 176  | 160  | 198  | 153  |